# Carex macrostigmatica
Carex macrostigmatica là một loài thực vật có hoa trong họ Cói. Loài này được Kük. mô tả khoa học đầu tiên năm 1903.